# 安德烈娅·波拉克
安德烈娅·波拉克（德語：Andrea Pollack，1961年5月8日—2019年3月13日），德国女子游泳运动员，主攻蝶泳和自由泳。她曾代表东德参加1976年和1980年夏季奥林匹克运动会游泳比赛，获得三枚金牌和三枚银牌。